# Annemie Neyts
Anne-Marie Cécile J. (Annemie) Neyts-Uyttebroeck (Elsene, 17 juni 1944) is een Belgisch politica voor de Open Vld.

## Levensloop
Annemie Neyts-Uyttebroeck studeerde in 1967 af als licentiate in de Romaanse Filologie en in 1970 als licentiate in de Pers- en de Communicatiewetenschappen aan de Vrije Universiteit Brussel. Na het behalen van een aggregaat kon ze vanaf 1966 les gaan geven in het Koninklijk Atheneum van Zaventem als lerares Frans, een beroep dat ze uitoefende tot in 1973. Vervolgens werd ze actief in de politiek. Van 1973 tot 1975 was Neyts persattaché bij toenmalig minister van Justitie Herman Vanderpoorten en van 1975 tot 1981 was ze adjunct-kabinetschef van de vicegouverneur van de provincie Brabant.

### Functies binnen de liberale partij
In 1977 werd ze voorzitter van de PVV-afdeling van Brussel-Stad, een functie die ze tot in 1986 bleef uitoefenen. Vervolgens was ze van 1985 tot 1989 partijvoorzitter van de nationale PVV. Na de omvorming tot VLD werd Neyts van 1995 tot 2004 voorzitter van de afdeling Brussel-Stad. Ook was ze van 1993 tot 1997 nationaal ondervoorzitter van de VLD. Daarnaast was ze tot in 1999 ook lid van de statutaire commissie van de VLD, van 1978 tot 1980 ondervoorzitter en van 1980 tot 1982 voorzitter van de PVV-vrouwen en was ze van 2015 tot 2021 internationaal secretaris van Open Vld.
Verder was Neyts van 1983 tot 1999 lid van het uitvoerend bureau van de Europese Liberalen en Democraten en van 1989 tot 1996 penningmeester, van 1996 tot 1999 plaatsvervangend voorzitter en van 1999 tot 2005 voorzitter van de Liberale Internationale. Ook was ze van 2005 tot 2011 voorzitter van de Europese Liberale Partij (ELDR).

### Nationale politiek
In de nationale politiek was Neyts actief als lid van de Kamer van volksvertegenwoordigers voor het arrondissement Brussel, een mandaat dat ze van 1981 tot 1994 en van 2003 tot 2004 uitoefende. In de Kamer zetelde zij van 1985 tot 1987 in de commissie Binnenlandse Zaken, Openbaar Ambt en Algemene Zaken en van 1988 tot 1994 en van 2003 tot 2004 in de commissies Buitenlandse Betrekkingen en Herziening van de Grondwet. Van 2003 tot 2004 was Neyts voorzitter van de commissie Buitenlandse Betrekkingen.
Van 1981 tot 1985 was ze in de federale regering staatssecretaris voor het Brusselse Gewest en van 2000 tot 2003 was ze in deze regering staatssecretaris voor en vervolgens vanaf 2001 minister van Europese Zaken en Buitenlandse Handel, vanaf 2001 eveneens bevoegd voor Landbouw. Van 1989 tot 1994 en van 1999 tot 2000 had ze ook zitting in de Brusselse Hoofdstedelijke Raad, waar ze van 1989 tot 1994 secretaris was en zitting had in de commissie Leefmilieu, Waterbeleid en Natuurbehoud, en van 1999 tot 2000 was ze in de Brusselse Hoofdstedelijke Regering minister van Financiën, Begroting, Ambtenarenzaken en Externe Betrekkingen.
In de periode december 1981-juli 1994 had ze als gevolg van het toen bestaande dubbelmandaat ook zitting in de Vlaamse Raad. De Vlaamse Raad was vanaf 21 oktober 1980 de opvolger van de Cultuurraad voor de Nederlandse Cultuurgemeenschap, die op 7 december 1971 werd geïnstalleerd, en was de voorloper van het huidige Vlaams Parlement. In de Vlaamse Raad zetelde Neyts van 1985 tot 1991 in de commissies Cultuur en Media en was ze van die laatste commissie van 1989 tot 1991 ondervoorzitter. Daarna had ze van 1992 tot 1994 zitting in de commissie Onderwijs, Vorming en Wetenschapsbeleid.  Van oktober 1992 tot juli 1994 maakte ze als tweede ondervoorzitter deel uit van het Bureau (dagelijks bestuur) van de Vlaamse Raad. Via haar mandaat in de Brusselse Hoofdstedelijke Raad had ze in juli 1999 gedurende een week zitting in het Vlaams Parlement.
Ook was ze van 1982 tot 1989 gemeenteraadslid van Brussel en had ze van 1994 tot 1999 zitting in het Europees Parlement, waar ze lid was van de commissie Institutionele Zaken en ondervoorzitter was van de fractie van de Europese Liberale en Democratische Partij. Van 2004 tot eind 2014 had Neyts nogmaals zitting in het Europees Parlement. In het Europees Parlement was Neyts van 2004 tot 2009 coördinator buitenlandse zaken, veiligheids- en defensiebeleid en van 2009 tot 2014 coördinator buitenlandse zaken van de ALDE-fractie.
Bij de Europese verkiezingen van 2014 stond ze op de tweede plaats op de Open Vld-lijst. Het was de bedoeling dat als ze verkozen zou worden, ze in de loop van haar mandaat haar plaats afstaat aan een opvolger. Ze werd verkozen en zette eind 2014 al een stap opzij. Hilde Vautmans volgde haar op.
Sinds 1995 is Annemie Neyts minister van Staat. Voorts zetelde ze tussen 2009 en 2018 in de raden van bestuur van het Europees Liberaal Forum, een denktank verbonden aan de Europese liberale ALDE-partij, het Instituut voor Europese Studies van de VUB en het Koninklijk Egmont-instituut voor Internationale Betrekkingen en was ze van 2003 tot 2021 voorzitter van de raad van bestuur van het Agentschap voor Buitenlandse Handel.